# Bíró Gyula (labdarúgó, 1939)
Bíró Gyula (Bánhida, 1939. február 25. – 2005) labdarúgó, csatár.

## Pályafutása
1957 és 1967 között a Tatabányai Bányász labdarúgója volt. 1958. július 6-án mutatkozott be az élvonalban a Bp. Honvéd ellen, ahol csapata 2–1-es vereséget szenvedett. Az élvonalban 140 bajnoki mérkőzésen 25 gólt szerzett. Tagja volt az 1964-ben bajnoki bronzérmet szerzett csapatnak.

## Sikerei, díjai
- Magyar bajnokság
  - 3.: 1964